# Stormwarrior (album)
Stormwarrior è l'omonimo album d'esordio della speed metal band StormWarrior pubblicato nel 2002 dalla Remedy Records. Tutte le tracce dell'album sono state scritte dal cantante e chitarrista Thunder Axe, eccetto Heavy Metal (Is the Law) (Kai Hansen, Michael Weikath), cover degli Helloween (dall'album Walls of Jericho del 1985). La versione giapponese di questo album contiene una tredicesima traccia: la bonus track Spikes And Leather.

## Tracce
1. The Hammer Returneth (Intro) – 0:33
2. Signe of the Warlorde – 3:39
3. Sons of Steele – 4:14
4. Bounde by the Oathe – 3:45
5. Deceiver – 4:13
6. The Axewielder – 4:51
7. Thunderer – 5:22
8. Iron Prayers – 4:58
9. Defenders of Metal – 5:02
10. Chains of Slavery – 8:14

### Tracce bonus
1. Deathe by the Blade – 4:52
2. Heavy Metal (Is the Law) (Helloween cover) – 4:08
3. Spikes and Leather – 5:46

## Formazione
- Lars "Thunder Axe" Ramcke - chitarra, voce
- Scott "Scythewielder" Bölter - chitarra
- Gabriel Palermo - basso
- André "Evil Steel" Schumann - batteria

### Ospiti
- Kai Hansen - chitarra e voce in Chains of Slavery e Heavy Metal (is the Law)
- Dirk Schlächter - chitarra in Deathe by the Blade
- Markus Großkopf - basso in Heavy Metal (is the Law)